# Ever Almeida
Ever Hugo Almeida (Salto, 1º luglio 1948) è un allenatore di calcio ed ex calciatore uruguaiano naturalizzato paraguaiano.

## Carriera

### Giocatore
Portiere, debutta nel 1967 nella squadra del CA Cerro di Montevideo, prima di essere chiamato in Paraguay nel Club Guaraní, dove resta fino al 1973. Trasferitosi al Club Olimpia, ci resta per 17 anni, fino al 1990, diventando il giocatore con più presenze in assoluto in Coppa Libertadores con 113 apparizioni proprio con la maglia del club di Asunción. Aveva un'ottima capacità nel parare i rigori e si è ritirato a 42 anni, cominciando poi ad allenare.

### Allenatore
Nella sua carriera di allenatore ha curato diversi club, tra cui squadra paraguaiane, guatemalteche e ecuadoriane, e anche la nazionale di calcio paraguaiana in occasione della Copa América 1999. Alla guida del club paraguayano del Club Nacional ha conquistato il torneo di Clausura 2009, settimo titolo nazionale per il club di Asunción ottenuto a 63 anni di distanza dal precedente. Nel maggio 2010 è stato nominato commissario tecnico del Guatemala.

## Palmarès

### Giocatore

#### Competizioni nazionali
- Campionato paraguaiano: 10

Club Olimpia: 1975, 1978, 1979, 1980, 1981, 1982, 1983, 1985, 1988, 1989

#### Competizioni internazionali
- Coppa Libertadores: 2

Club Olimpia: 1979, 1990
- Coppa Interamericana: 1

Club Olimpia: 1979
- Coppa Intercontinentale: 1

Club Olimpia: 1979
- Recopa Sudamericana: 1

Club Olimpia: 1991
- Supercoppa Sudamericana: 1

Club Olimpia: 1990

### Allenatore

#### Competizioni nazionali
- Campionato paraguaiano: 2

Club Olimpia: 1993
Club Nacional: 2009 Clausura
- Campionato guatemalteco: 3

CSD Municipal: 2001, 2002, 2003
- Coppa del Guatemala: 2

CSD Municipal: 2003, 2004
- Campionato ecuadoriano: 2

El Nacional: 2005, 2006

#### Competizioni internazionali
- Copa Interclubes UNCAF: 1

CSD Municipal: 2001